# Lynn Anderson
Lynn Anderson (Grand Forks, Észak-Dakota, 1947. szeptember 26. – Nashville, Tennessee, 2015. július 30.) amerikai Grammy-díjas country énekesnő és hivatásos lóversenyző. Legnagyobb sikerét 1970-ben a (I Never Promised You a) Rose Garden című slágerével érte el, ami Grammy-díjat nyert, továbbá ez a világ legnagyobb példányszámában elkelt country műfajú dala, a „100 legjobb country sláger”-ek listájának 83. helyezettje. A kislemez a harmadik helyen végzett a Billboard 100-as listáján. Ő volt Amerika első nője, aki American Music Award díjat nyert, melyet 1974-ben vehetett át. A Billboard magazin Andersont az „Évtized énekesnője (1970–1980)” díjjal tüntette ki.

## Kezdetek
Zenész családból származik, szülei Casey és Liz Anderson country dalokat írtak, Liz énekelte is őket, és bár kiadott pár lemezt dalaival, mégis lánya aratta a nagyobb sikereket. 
Anderson hatéves korában kezdett érdeklődni az éneklés iránt, de már ekkor számos lóversenyen sikereket ért el, leginkább Kaliforniában és környékén. 1966-ban megkapta hétszázadik trófeáját a California Horse Show Queen-t. 10 évesen rendszeresen feltűnt a helyi televíziós show-műsorban, a Country Caravan-ban. Nem sokkal később Slim Williamson felfigyelt Anderson tehetségére, és leszerződtette a Chart Recordshoz.

## Karrier
A kiadónál 10 lemezt adott ki, mire a várva várt sikert 1970-ben a Rose Garden című nagylemez hozta meg, dupla platinalemez lett. A hetvenes és nyolcvanas évek között a country műfajtól elkalandozott a pop műfajba, de a Rose Garden sikereit sosem múlta felül, bár a lemezeladási listákon ekkor még előkelő helyeken szerepelt, a kilencvenes évekre népszerűsége visszaesett. A Rose Garden óta csupán egy legjobb dalaiból összeállított válogatáslemez aratott kisebb sikert. Dolly Parton is felénekelte Anderson több dalát, köztük a Rose Gardent is, Anderson verziója pedig feledésbe merült. Parton és Lynn Anderson között egyre több volt a hasonlóság mind külsőleg, mind zeneileg, és ez mind együtt vezetett ahhoz, hogy az akkoriban közönség-kedvenc Dolly Parton csillaga fényesebben ragyogott, míg Andersoné igencsak elhalványodott. Szünetet viszont sosem tartott. Harminchárom nagylemezt adott ki, ebből nyolcat 1971-ben. Később magával Dolly Partonnal is kiadtak egy közös lemezt, ám ezen sem duettek szerepeltek, csupán Dolly és Lynn legjobb dalait válogatták össze. 2003-ban beiktatták a North American Country Music Association’s International (NACMAI) Hall of Fame-be, a nevezetes country zenészek közé. A 2010-es években Lynn Andersont is elérte az amerikai retro-country hullám, és Rose Garden című dala ismét közönség-kedvenc lett (még remix verziói is készültek). Ezzel ellentétben Dolly Parton lemez- és kislemez-eladásai csökkentek.
A 2010-es években fellépései mellett kiadott három kislemezt is, melyeket kizárólak az ITunes-on tett elérhetővé. 2015. június 9-én kiadta Bridges c. nagylemezét.

## Lovas karrier
Zenei karrierje ellenére Anderson nem hanyagolta el gyermekkori hobbiját a lóversenyzést. A hetvenes évek után is tizenhat helyi bajnokságot és nyolc világbajnokságot nyert meg. Utolsó lóversenysikerét 1999-ben érte el a National Chey Truck Cutting Horse Champion-on. A nyeremény egy részét beteg gyermekek lovasterápiájára fordította.

## Magánélet
Lynn Anderson 1968–1977 között házasságban élt Glen Sutton népzene-producerrel. Második férje az olajmágnás Harold Stram III volt, akinek két gyermeket szült. 1982-ben elváltak.
Anderson 2011-ig Taosban, Új-Mexikóban lakott élettársával, az énekes Mentor Williams-szel. Williams testvére a híres színész, Paul Williams.
Anderson édesanyja, Liz 2011. október 31-én halt meg 81 éves korában. Liz Anderson számos nagylemezt adott ki élete során, leghíresebb dala a Mama Spank listavezető volt heteken át, a hetvenes évek elején. Lemezei ma is megvásárolhatóak számos internetes lemezboltból.
2012-ben óta lakhelye Nashville, Tennessee volt.

### Alkoholproblémák
2004. december 2-án Andersont ittas vezetés miatt előállították a texasi Dentonben. Egy sofőr hívta a rendőrséget, aki látta, hogy az énekesnő autója a sávokban szlalomozott. Miután nem volt hajlandó megfújni a szondát és elhajtott a helyszínről, letartóztatták és börtönbe vitték, majd óvadék ellenében helyezték szabadlábra.
2006. május 3-án ismét letartóztatták ittas vezetésért egy Espanolához közeli térségen, ahol kisebb forgalmi balesetet okozott. A rendőrség szerint Anderson ismét megtagadta a szonda megfújását. Ugyan senki sem sérült meg, ismét börtönbe vitték, ám óvadék ellenében hazamehetett.
Alkoholfüggősége miatt már nem bírta úgy a terhelést mint régen. Olaszországban rosszul lett, tüdőgyulladást kapott, visszaszállították az Egyesült Államokba, ahol 2015. július 30-án szívinfarktust kapott és meghalt. 67 éves volt.

## Diszkográfia
Lynn Anderson összes lemeze
- 1967 – Promises, Promises
- 1967 – Ride, Ride, Ride
- 1968 – Big Girls Don't Cry
- 1968 – The Best Of Lynn Anderson
- 1969 – At Home With Lynn
- 1969 – Songs That Made Country Girls Famous
- 1969 – With Love From Lynn
- 1970 – I'm Alright
- 1970 – No Love At All
- 1970 – Rose Garden (Dupla platinalemez)
- 1970 – Sings Liz Anderson (Songs My Mother Wrote) (A lemez dalait édesanyja írta)
- 1970 – Stay There 'Til I Get There
- 1970 – Uptown Country Girl
- 1971 – A Woman Lives For Love
- 1971 – Greatest Hits Vol.1
- 1971 – How Can I Unlove You
- 1971 – Lynn Anderson
- 1971 – The Christmas Album
- 1971 – The World Of Lynn Anderson
- 1971 – With Strings
- 1971 – Your My Man
- 1972 – Cry
- 1972 – Greatest Hits
- 1972 – Here's Lynn Anderson
- 1972 – Listen To A Country Song
- 1973 – Flower Of Love
- 1973 – Keep Me In Mind
- 1973 – Singing My Song
- 1973 – Top Of The World
- 1974 – Smile For Me
- 1975 – I've Never Loved Anyone More
- 1975 – What A Man My Man Is
- 1976 – All The King's Horses
- 1976 – Greatest Hits Vol.2
- 1977 – I Love What Love Is Doing To Me
- 1977 – Wrap Your Love All Around Your Man
- 1978 – From The Inside
- 1979 – Outlaw Is Just A State Of Mind
- 1980 – Even Cowgirls Get The Blues
- 1981 – Encore
- 1982 – The Best Of – Memories And Desires
- 1982 – When I Dream
- 1983 – Back
- 1987 – Country Girl
- 1988 – What She Does Best
- 1990 – Rose Garden (válogatáslemez)
- 1991 – Country Girls (duettlemez Lynn barátaival)
- 1992 – Cowboy's Sweetheart
- 1998 – The Best Of Lynn Anderson
- 1998 – Latest And Greatest (Anderson legismertebb dalainak újra felvett változatait tartalmazza)
- 1999 – Anthology – The Chart Years
- 1999 – Anthology – The Columbia Years
- 1999 – Lynn Anderson And Dolly Parton (Közös lemez Dolly Partonnal)
- 2000 – Live At Billy Bob's Texas
- 2004 – The Bluegrass Sessions
- 2005 – Greatest Hits (Collector's Choice)
- 2005 – Cowgirl
- 2006 – 16 Biggest Hits
- 2006 – Selected Hits
- 2007 – Forever Gold
- 2010 – American Country
- 2010 – Platinum Collection (The Best Of Lynn Anderson)
- 2010 – The Essential Lynn Anderson (3CD díszdobozban)
- 2010 – Cowgirl II
- 2011 – The Legend Of Lynn Anderson
- 2012 – Day One (Single)
- 2014 – The Essential Lynn Anderson
- 2015 – Bridges